# FK Mirawci
FK Mirawci (maced. ФК Миравци) – północnomacedoński klub piłkarski z siedzibą we wsi Mirawci, leżącej obok miasta Gewgelija.

## Historia
Klub został założony w 1951 roku jako FK Mirawci. Uczestniczył w rozgrywkach lokalnych mistrzostw Jugosławii. Po proklamacji niepodległości Macedonii klub startował w mistrzostwach Macedonii. Do 2007 występował w niższych ligach. W sezonie 2007/08 debiutował w II lidze, w której zajął 3. miejsce, ale w meczach play-off nie potrafił zdobyć awans do I ligi.

## Sukcesy
- Wtora Fudbalska Liga:
  - 3.miejsce (1): 2008
- Puchar Macedonii:
  - ćwierćfinalista (1): 2009

## Stadion
Stadion w Mirawci może pomieścić 1,000 widzów.